# Dollar (pjäs)
Dollar är en komedi i tre akter av Hjalmar Bergman. Den uruppfördes vid Oscarsteaterns invigning av  John och Pauline Brunius samt Gösta Ekmans ledarskap 1 september 1926 i regi av John Brunius.
Dollar filmatiserades 1938 i regi av Gustaf Molander och med bland andra Ingrid Bergman i rollerna.

## Roller
- Julia Balzar, född Swedenhjelm, skådespelerska
- Kurt Balzar, Julias man, chef för Sveaverken
- Sussi de Lorche, född Balzar, Kurts syster
- Louis de Lorche, löjtnant, Sussis man
- Greve Ludwig von Battwyhl
- Grevinnan Katja von Battwyhl
- Doktor Johnsson, läkare vid Kebnekajse sanatorium
- Receptionsherrn
- Portiern på Grand Hotel Kebnekajse
- Liften
- Miss Julia Johnstone från Chicago, USA
- En hertig

## Handling
Handlingen kretsar kring tre problematiska överklassäktenskap. Alla gör varandra svartsjuka och ingen är riktigt nöjd med situationen. Allt når sin kulmen då de tre paren på ett fjällhotell "råkar ut för" amerikanskan Mary Johnston.

## Uppsättningar
Urpremiären regisserades av John W. Brunius med dekor av Sandro Malmquist och följande rollista
- Julia Balzar - Pauline Brunius
- Kurt Balzar - Hugo Björne
- Sussi de Lorche - Margit Manstad
- Louis de Lorche - Erik Rosén
- Ludwig von Battwyhl - John W. Brunius
- Katja von Battwyhl - Ester Sahlin
- Doktor Johnsson - Uno Henning
- Receptionsherrn - Rune Carlsten
- Portiern - Artur Cederborgh
- Liften - Ragnar Billberg
- Julia Johnstone - Tollie Zellman
- Hertigen - Mathias Taube